# Elioro Paredes
Elioro Manuel Paredes Anarizia (19 de fevereiro de 1921) foi um futebolista paraguaio que atuava como goleiro.

## Carreira
Elioro Paredes fez parte do elenco da Seleção Paraguaia de Futebol, na Copa do Mundo de 1950 no Brasil.